# ワップマップ
ワップマップ（英称:WAPMAP）は、静岡県静岡市にある東名ソリューションズ株式会社が運営するWEBサイトである。

## 概要
2016年に設立のインターネット情報サイト。全国の自動車学校を都道府県別、通学別、車種別に検索することができる。教習所紹介の他に免許取得に関する情報や合宿免許に関する情報などを取り扱う。